# Ordre de Grandmont
L’ordre de Grandmont (en latin : Ordo Grandimontensis) est un ordre monastique catholique originaire du Limousin fondé vers 1076 et dissous en 1772, répandu de l’Angleterre à l’Espagne dans près de 150 maisons. Fondé par saint Etienne de Muret (1045-1124) au moment de la réforme grégorienne, il est issu de l’érémitisme tout en y mêlant des traits cénobitiques (vie en communauté). Il est caractérisé par sa règle austère, et la diffusion de son modèle architectural parmi ses prieurés et ses celles (dépendances des prieurés).
L'ordre atteint son apogée au XIIIe siècle, puis décline jusqu'à la fin du XVIIIe siècle où il est dissous. Les principales raisons du lent déclin de l'ordre sont les conflits entre clercs et frères converts, la commende, et les guerres (guerre de Cent ans, et guerres de Religion du XVIe siècle). Ses maisons sont pour la plupart vendues comme biens nationaux à la Révolution et démolies en partie ou en totalité. Ainsi, les bâtiments du chef d'ordre, l'abbaye de Grandmont, n'existent plus et sont réduits à l'état de vestiges enfouis.
Une tentative de restauration de l'ordre est en cours depuis 1975 au prieuré Notre-Dame et Saint-Étienne de Villiers.

## Histoire de l’ordre

### Fondation

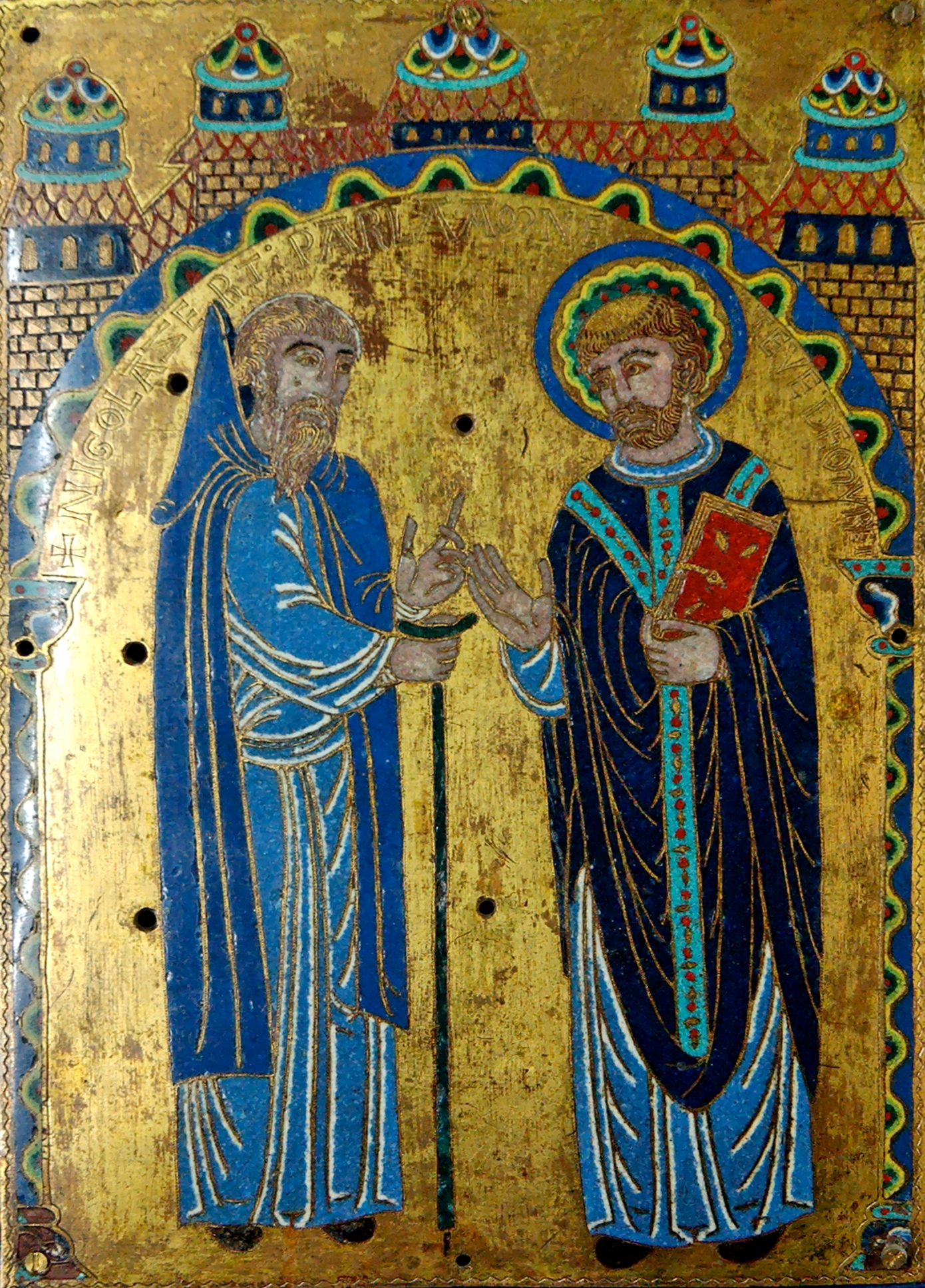
Étienne de Muret et Hugues de La Certa, plaque de cuivre émaillé champlevé, Limoges (1189).

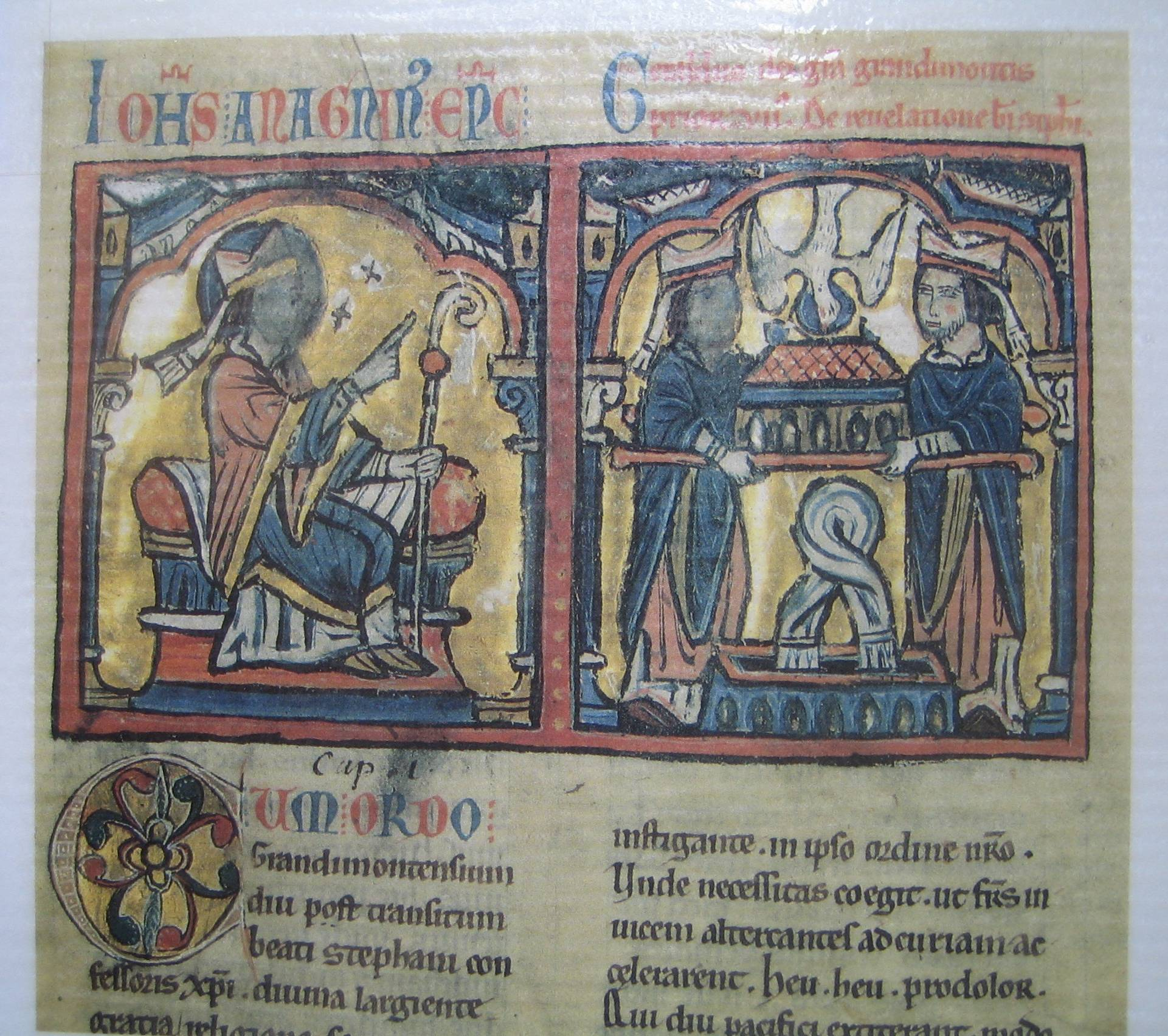
Le Speculum Grandimontis (XIIIe siècle).

Après un pèlerinage en Italie pendant lequel il aurait rencontré des ermites, Étienne, originaire de Thiers en Auvergne, s’installe au pied des monts d’Ambazac, à 20 km de Limoges, dans le duché d'Aquitaine. Il fonde l’ermitage de Muret, vers 1076. Cette période est marquée par la formation de plusieurs communautés monastiques de réforme : ainsi, en 1072 est approuvé l'ordre camaldule de saint Romuald, en 1084 saint Bruno fonde la Chartreuse, et en 1098 saint Robert de Molesmes fonde l’abbaye de Cîteaux.
La Vita, écrite pour le dossier de canonisation d’Étienne au XIIe siècle, le présente comme un fondateur d’ordre. Cependant, il reste diacre : il ne revêt ni l’habit des moines, ni celui des chanoines. Étienne et ses premiers compagnons se distinguent par leur choix d’une vie d’extrême pauvreté. Il interdit toute possession de terres au-delà des bornes du domaine, tout animal hormis les abeilles. Muret est si peu étendu que les ermites vivent des dons suscités par leurs prières. Étienne et ses frères pratiquent les travaux manuels, les cultures de subsistance, sans règle, dans leur enclos, loin du monde. Son fidèle disciple Hugues de La Certa, né au château de Châlus en 1071 et décédé en 1157, transmettra son idéal de vie et sa doctrine fondée sur l’Évangile : c’est la base de la règle de l’ordre.
Du vivant d'Étienne, qui fonde initialement l'ermitage de Muret, sont également fondés 32 ermitages : ceux du Châtenet (à Feytiat), du Cluseau (à Meuzac), et celui de La Plaigne (à Savignac-Lédrier) par Hugues de La Certa.

### Installation à Grandmont et croissance

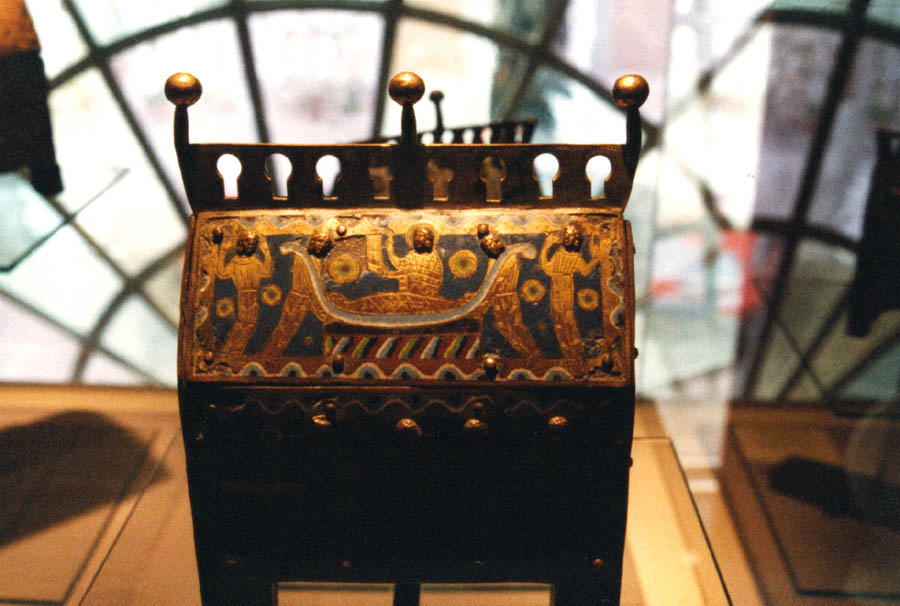
Châsse de saint Thomas de Cantorbéry, émail grandmontain (XIIIe siècle), non localisé.

À la mort du fondateur, le 8 février 1124, Pierre de Limoges, prêtre, devient prieur. À la suite de chicanes avec leurs voisins bénédictins d'Ambazac et sans doute à la décision de l’évêque de Limoges, il décide de s’installer à Grandmont (aujourd'hui faisant partie de la commune de Saint-Sylvestre), à 5 km d’Ambazac. Le lieu se trouve à la frontière des terres de l’évêque dans les domaines du comté de la Marche. Le seigneur du lieu, Amélius de Montcocu, leur ayant donné tout le terrain nécessaire, les moines ont alors entrepris d'y construire un oratoire et des cellules. Dès qu'ils furent bâtis, en 1125, les frères quittèrent Muret en procession, emmenant le corps d'Étienne de Muret, et s'établirent à Grandmont sous la direction du prieur Pierre de Limoges.
Les premières communautés rassemblent dans un strict esprit d’égalité deux catégories très différentes. D’abord les frères lais (plus tard appelés convers) chargés de la gestion (le temporel), puis les prêtres ou clercs qui mènent une vie contemplative et dépendent des premiers : telle est l’originalité de Grandmont qui n'accueille que de petites communautés de six à douze frères. Elles sont dirigées au départ par le « frère dispensateur », choisi parmi les convers, et souvent issu de la petite noblesse.
Vers 1150-1160, le 3e prieur de Grandmont, Étienne de Liciac (1139-1163) condensa dans une règle les exemples et les enseignements du fondateur. Une première mouture de la règle de Grandmont serait acceptée par le pape en 1156. Alexandre III « confirme » la règle vers 1171. En 1188, le pape Clément III approuve ce texte. Autre fait notable, le fondateur Étienne de Muret est canonisé par lui en 1189.

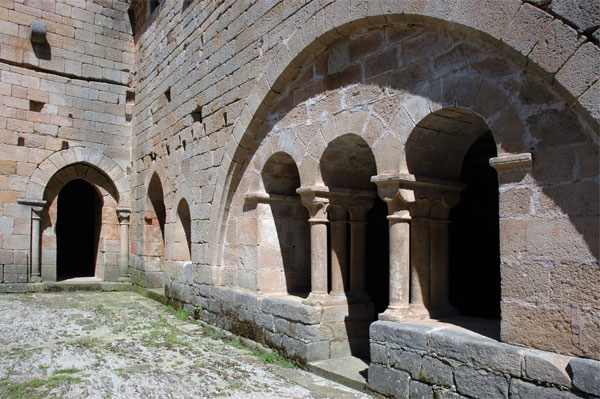
Entrée typique de la salle capitulaire du prieuré de Comberoumal (Aveyron).

L’érémitisme disparaît peu à peu de l’Église latine pour être remplacé par le cénobitisme. Certains, parmi les frères lais, appartiennent à la petite noblesse. Habitués à gérer les affaires familiales, la règle leur confie le temporel, source de l’impression d’assujettissement des clercs. Le prieur les choisit aussi pour diriger les celles, ces petites dépendances. Les clercs « se trouvèrent par cette institution soumis aux laïcs qu’ils auraient dû gouverner entièrement suivant la pratique de tous les autres religieux », d’où les crises dans l’ordre. Accusés de vouloir régler le spirituel, les frères lais perdent peu à peu tout pouvoir dans un monde qui met en avant les clercs. Pour ces derniers, la règle paraît trop austère : les papes l’assouplissent.
Cette évolution a pour arrière-fond l’intérêt d’Henri II Plantagenêt pour Grandmont. Il s’en sert de base pour contrôler le Limousin et ses vassaux. Lui-même et ses fils participent à la construction des bâtiments à l’essor de l’ordre en Aquitaine, Poitou, Anjou, Normandie, Angleterre. Aux nouvelles implantations Plantagenêt répondent les quelques fondations du roi de France (dont Vincennes) : cent cinquante-neuf celles entre 1124 et 1274. En 1170, l'ordre comptait soixante monastères. Plus de 80 % des actes de fondation se situent entre 1189, date de la canonisation du fondateur, et 1216.

### Apogée auXIIIesiècle
En 1224, Honorius III permet à l'ordre, afin de le pérenniser, de posséder des terres au-delà de l'enclos et supprime donc l'article de la règle à ce sujet qui menaçait sa viabilité. Les nouvelles fondations reçoivent des rentes ou des dîmes, un domaine. Les Grandmontains qui bâtissent des monastères miniatures, autre spécificité, dans un carré d’une trentaine de mètres de côté ne vivent plus dans le premier idéal de pauvreté. Les maîtres d’œuvre diffusent le savoir-faire de Grandmont dans les celles. L’art s’épanouit. Des bâtiments imposants s’élèvent à Grandmont. Les mécènes commandent des œuvres remarquables : orfèvrerie, vitraux, émaux, tissus, manuscrits, etc.
À la fin du XIIIe siècle, l'ordre dispose de presque 900 clercs dans 149 maisons réparties en neuf provinces,.

### Difficultés et réorganisation duXIVesiècle

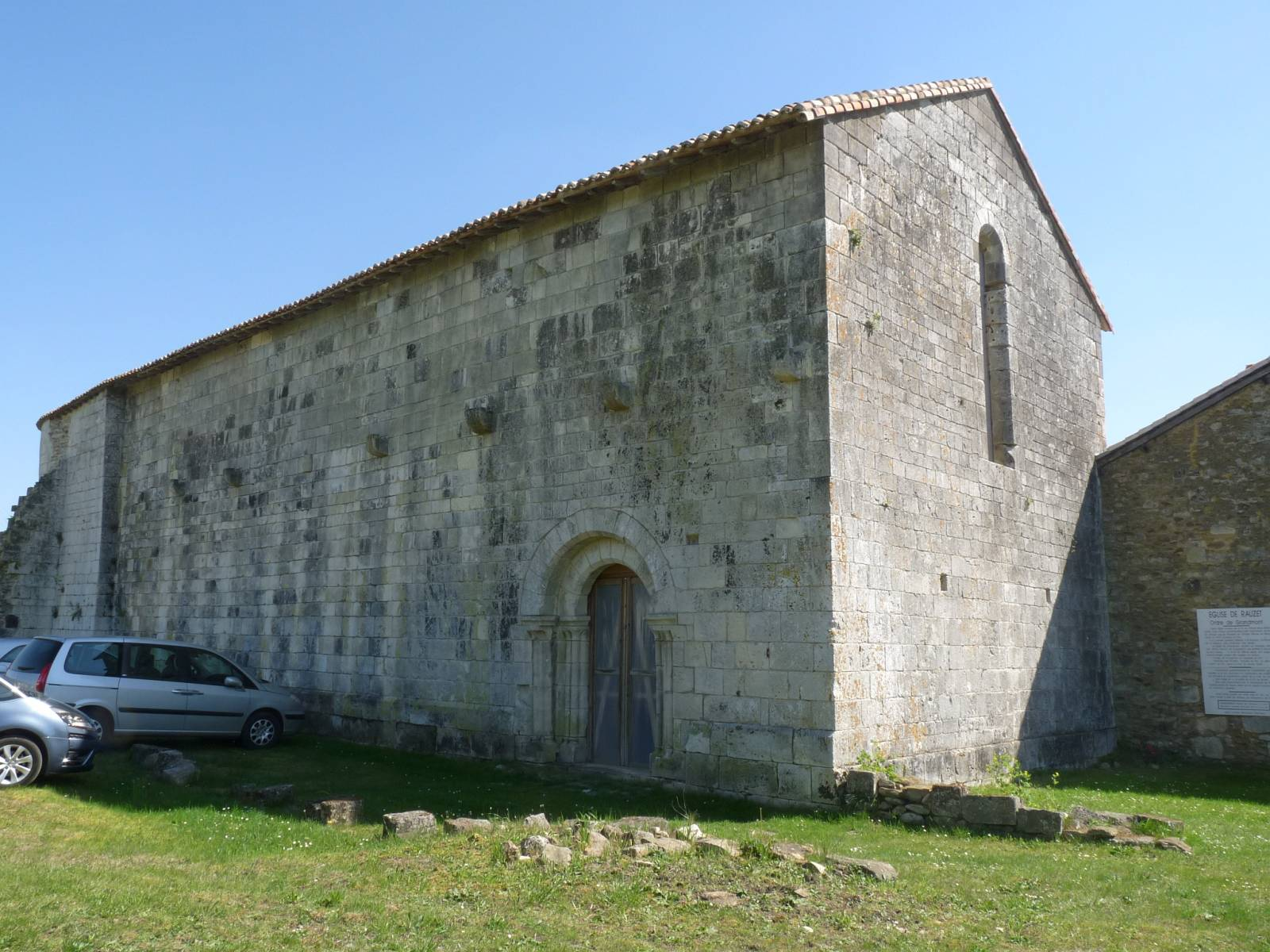
Église grandmontaine typique avec l'entrée des fidèles au nord. L'église n'est éclairée que de quatre fenêtres à lancette, l'une à l'ouest et trois à l'est au-dessus de l'autel. Les murs de côté sont aveugles, laissant entrer la lumière de Dieu d'est en ouest. Ici vue de l'église du prieuré de Rauzet (Charente).

Cependant les dissensions persistent tout au long du XIIIe siècle et le nombre de religieux commence à diminuer. Par conséquent avec la bulle Exigente debito en décembre 1317, le pape Jean XXII réorganise l’ordre sur un modèle bénédictin, Grandmont est érigé en abbaye-mère. L'abbé général nomme lui-même le prieur des quatre prieurés qui viennent à vaquer après son installation. Le pape conserve seulement trente-neuf maisons élevées au rang de prieurés, elles regroupent une quinzaine de frères chacune. Les autres maisons deviennent de simples mini-monastères (des « celles », du latin cella, ce qui signifie cellule), domaines agricoles rattachés à un prieuré ou à la maison-mère. Désormais le prieuré est dirigé par un « correcteur » choisi parmi les clercs qui a primauté sur le « dispensateur », issu des convers, qui administre le temporel.
Pendant la guerre de Cent Ans, l’autorité du roi d’Angleterre s’affaiblit à Grandmont. L’emprise du roi de France sur les abbés augmente. Ainsi, en 1471 les moines n'ont plus le droit d'élire l'abbé de l'ordre qui est nommé in commendam par le roi ; l'abbé commendataire perçoit simplement les bénéfices ecclésiastiques des prieurés de l'ordre sans vraiment gouverner, tandis que les clercs grandmontains - dont le recrutement est limité pour ne pas augmenter les dépenses - se voient octroyer une pension minimale pour vivre. Cette situation cesse par l'édit de mai 1579 du roi Henri III. Les moines retrouvent alors leur liberté d'élire leur abbé, cette élection devant être ensuite validée par le roi et par Rome. Cependant, même si l'abbaye de Grandmont retrouve sa liberté, la plupart des prieurés demeurent sous le régime de la commende avec un prieur se contentant de percevoir les revenus de la ferme.
En dépit des vicissitudes des différents épisodes de la guerre de Cent Ans, de la commende et des guerres de Religion, les archives de Grandmont nous révèlent une seigneurie ecclésiastique qui se maintient. Elle a des droits de justice de banalité. Tout au long de son histoire, l’abbaye est exempte de tailles et autres droits et profite de la conjoncture pour accroître son patrimoine. C’est pendant le XVIIe siècle et grâce à l’endettement des tenanciers qu’elle rachète ou saisit des tènements jusque-là laissés en emphytéose. On parle de ces « messieurs de Grandmont ». Les abbés s’accrochent aux idées de la Ligue, se rapprochent de la Contre-Réforme. Ils tentent sans succès de lutter contre le laisser-aller, s’attellent à de grands projets de reconstruction des bâtiments de l’abbaye.

### Chute de l'ordre de Grandmont
Dans la seconde moitié du XVIIe siècle, Charles Frémon, vicaire général de Grandmont et frère de l'abbé de Grandmont (Alexandre Frémon), propose une réforme d'« étroite observance ». La fondation de cette branche réformée est acceptée lors du chapitre général de 1643, le premier chapitre depuis 134 ans. Néanmoins, pas plus de 8 prieurés adoptent la réforme : Thiers, Notre-Dame de l'Ouÿe, Saint-Michel de Lodève, Macheret, Epoisses ; et Chavanon, La Faye-de-Nevers, Saint-Maurice de Vieuxpou qui seront évacués en 1768.
Au début du XVIIIe siècle, les deux observances ne comptent ensemble qu'environ 150 membres.
Dès 1768, Loménie de Brienne propose la suppression de l'ordre et convoque un chapitre général. Le refus des autres religieux de l'ancienne observance et la convoitise de l’évêque de Limoges entraînent la suppression de l’ordre par la commission des réguliers en 1772. Cela provoque vite la dispersion de la centaine de religieux qui subsistaient, sauf dans certaines maisons, alors que l'abbé de Grandmont, François-Xavier Mondain de La Maison-Rouge fait plusieurs recours auprès du parlement, recours cassés par le conseil du roi. Finalement, il obtient du pape le droit de demeurer jusqu'à sa mort à Grandmont, avec les derniers moines qui lui sont restés fidèles. Il meurt en 1787 à l'âge de 81 ans.
Aussitôt après, l'évêque de Limoges s'empare de l'abbaye, disperse les reliques, vend le trésor et le mobilier, et même les couvertures de plomb des toitures sont vendues. Les bâtiments deviennent des carrières de pierres et la plupart des archives de Grandmont sont détruites. Les sites grandmontains sont vendus à la Révolution comme biens nationaux. Des entrepreneurs démolissent les bâtiments pour récupérer les matériaux.

### Depuis 1975
Une tentative de faire revivre la règle de Grandmont est expérimentée depuis 1975 au prieuré Notre-Dame et Saint-Étienne de Villiers.
Des associations se mobilisent également pour faire des recherches sur l'ordre et ses maisons, en particulier : le GEREG (Groupe d'études et de recherches sur les Grandmontains) fondé par Gilles Bresson qui publie les Cahiers Grandmontains, la Société des amis de Saint-Sylvestre et de l'abbaye de Grandmont (Sassag), l'Association pour la Sauvegarde de l’Église Grandmontaine de Rauzet (ASEG) qui publie Les échos Grandmontains.
Les grandmontains apparaissent dans le premier épisode "Army of God" de la série anglaise Bonekickers (en) diffusée sur BBC one en 2008.

### Liste des prieurs et abbés à la tête de l'ordre

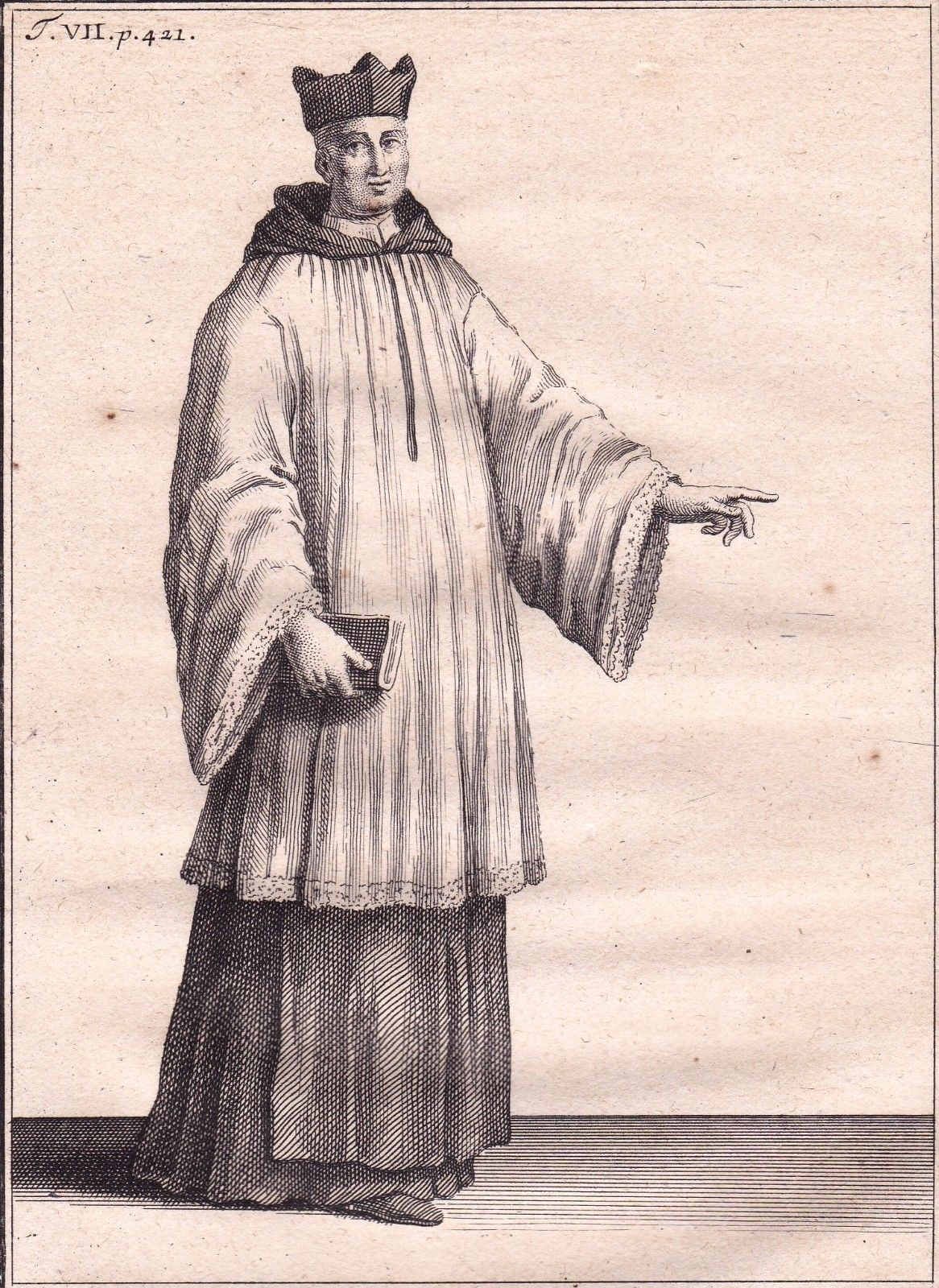
Religieux de l'ordre de Grandmont en habit de chœur.

#### Fondateur
- 1076-1124 : saint Étienne Ier de Muret (fondateur de Muret mais simple diacre, Grandmont n'était pas encore fondé à sa mort)

#### Prieurs de Grandmont
- 1124-1137 : vénérable Pierre Ier Limousin (1er prieur de Grandmont)
- 1137-1139 : vénérable Pierre II de Saint-Christophe[10]
- 1139-1163 : bienheureux Étienne II de Liciac (ou de Lissac) [11],[12]
- 1163-1170 : Pierre III Bernard de Boschiac
- 1170-1187 : Guillaume Ier de Treignac
- 1187-1198 : Gérard Ithier
- 1198-1216 : Adémar Ier de Friac
- 1216-1229 : Pierre IV Jaucelin de Noulac
- 1229-1238 : Élie Ier Arnaud
- 1239-1242 : Jean Ier de L’Aigle
- 1242-1245 : Adémar II de La Vergne
- 1245-1248 : Guillaume II d’Ongres
- 1248-1260 : Ithier Merle
- 1260-1269 : Guy Ier L’Archer
- 1269-1281 : Foucher de Grimoard
- 1282-1291 : Pierre V de Caussac
- 1291-1291 : Bernard de Gandalmar
- 1291-1306 : Guy II Foucher
- 1306-1312 : Guillaume III du Puymaurel
- 1312-1316 : Jourdain de Rabastens (ou de Rapistan)
- 1316-1317 : Élie II Adhémar de Monteil

#### Abbés de Grandmont
À partir de 1317, le prieuré de Grandmont devient abbaye, et 39 maisons deviennent des prieurés dont chacun est dirigé par un prieur subordonné à l'abbé de Grandmont.
- 1317-1336 : Guillaume IV Pellicier d'Albence
- 1336-1347 : Pierre V Aubert
- 1347-1355 : Jean II Chabrit
- 1355-1378 : Adémar III du Bec-Crespin
- 1378-1385 : Aimery Fabry
- 1385-1388 : Ramnulfe Ithier
- 1388-1437 : Pierre VI Redondeau
- 1437-1470 : Guillaume V de Fumel
- 1471-1477 : cardinal Charles II de Bourbon (commendataire)
- 1477-1494 : Antoine Ier Allemand (commendataire)
- 1496-1507 : cardinal Guillaume VI Briçonnet du Plessis-Rideau (commendataire)
- 1507-1513 : cardinal Sigismond de Gonzague-Mantoue (commendataire, 1er abbatiat)
- 1513-1515 : cardinal Charles II de Carrect de Final (commendataire)
- 1515-1519 : cardinal Nicolas de Fiesque (commendataire)
- 1519-1525 : cardinal Sigismond de Gonzague-Mantoue (commendataire, 2e abbatiat)
- 1525-1561 : François Ier de Neuville de Magnac[14] (commendataire)
- 1561-1596 : François II de Neuville de Magnac (neveu du précédent, commendataire puis élu en 1579 à la suite de l'édit de 1579 ordonnant le retour à l'élection par les moines)
- 1596-1603 : François III Marrand
- 1603-1631 : Rigaud de Lavaur
- 1631-05/07/1635 : François IV de Tautal de Chanterelles
- 06/07/1635-03/10/1635 : Étienne III Talin
- 04/10/1635-1654 : Georges Barny
- 1654-1677 : Antoine II de Chavaroche
- 1678-1687 : Alexandre Frémon
- 1687-1715 : Henri de La Marche de Parnac
- 1716-1744 : René-François-Pierre de La Guérinière
- 1744-1748 : Raymond Garat
- 1748-1787 : François-Xavier Mondain de La Maison-Rouge

## Organisation de l'ordre

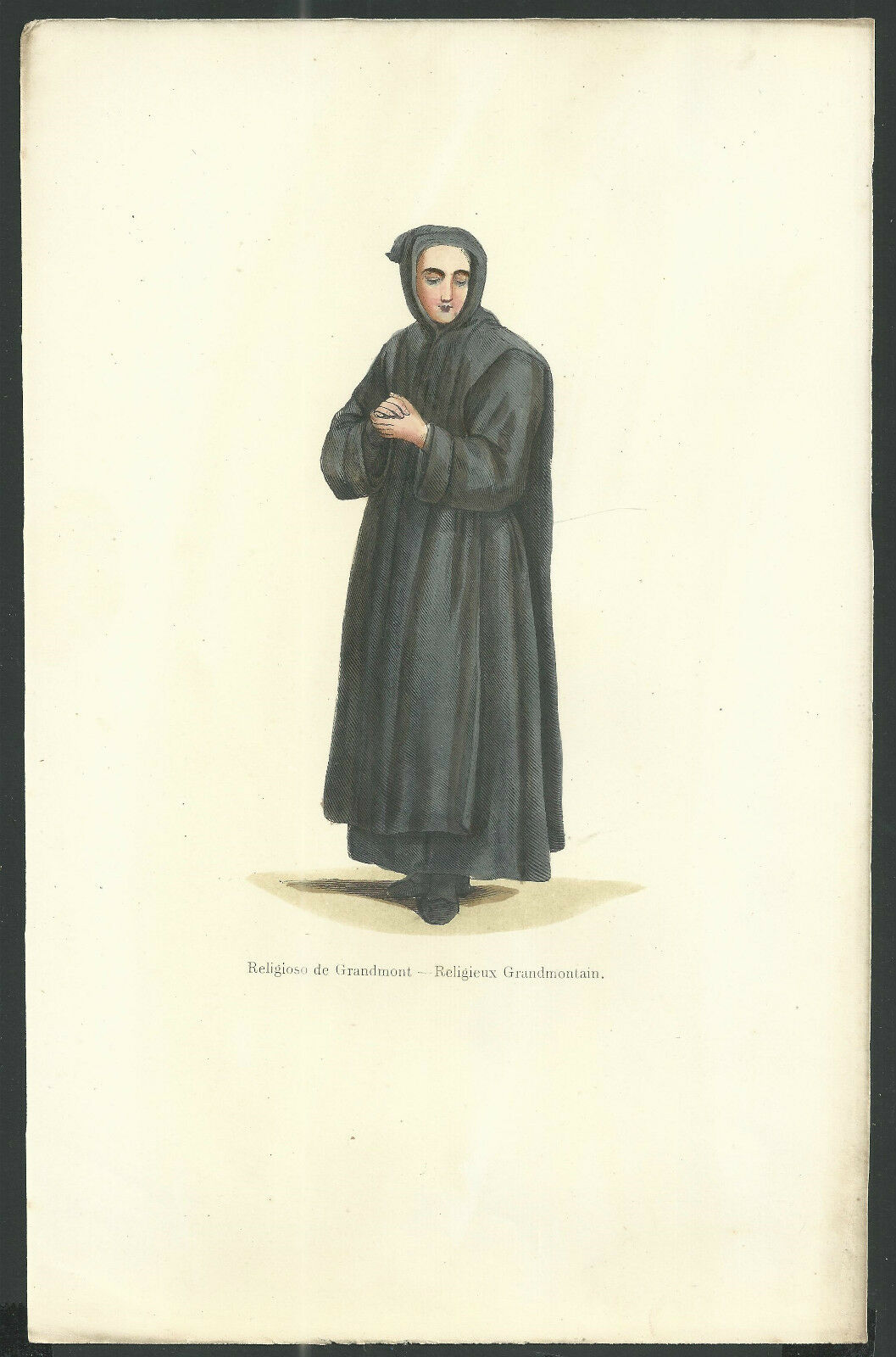
Religieux grandmontain.

### Règle
La règle de Grandmont, règle initialement de 75 articles condensés en 65 articles par le 3e prieur de Grandmont Étienne de Liciac vers 1140-1150, est approuvée par Alexandre III en 1171. Règle très sévère, elle fut une première fois modifiée en 1247 par le pape Innocent IV puis par Clément V en 1309.

### Habit
L'habillement des moines consiste en une robe noire avec un scapulaire noir à capuce de même ton, un collet de toile noire large de deux doigts. Cet tenue était brune dans les débuts de l'ordre. Les clercs revêtent un surplis au chœur avec un bonnet carré. Les convers portent la barbe et une tunique plus courte.
Au fil des siècles, les grandmontains abandonnèrent progressivement le scapulaire au profit du rochet et de la barrette, mais la tenue originelle est reprise par les moines de l'étroite observance.

### Réseau de dépendances
Comme toutes les abbayes médiévales, Grandmont a développé un réseau de petites communautés dépendantes. Généralement nommés « prieurés », elles sont dans le contexte grandmontain appelées « celles » pour celles qui n'ont pas été désignées prieurés en 1317. On en compte plus de cent cinquante, dont trois en Grande-Bretagne et deux en Espagne. Elles ont pour l'essentiel été fondées au XIIe siècle, en partie grâce à des donations des Plantaganêts et de leur entourage.
Ces petits monastères sont tous construits, à quelques détails près, sur un plan rigoureusement invariable.
Elles ont été pour beaucoup détruites à la suite de la dissolution de l'ordre et de la Révolution. Parmi les mieux conservées figurent les celles et prieurés de Chassay-Grammont (Vendée), de Comberoumal (Aveyron) et de Saint-Michel de Grandmont (Hérault) ; puis ceux de Fontblanche (Cher), de la Haie-aux-Bonshommes (Maine-et-Loire) et de Puychevrier (Indre) ; et ensuite ceux de Notre-Dame et Saint-Étienne de Villiers (Indre-et-Loire), des Bronzeaux (Haute-Vienne), de la Primaudière (Loire-Atlantique), etc.

## Sources historiques

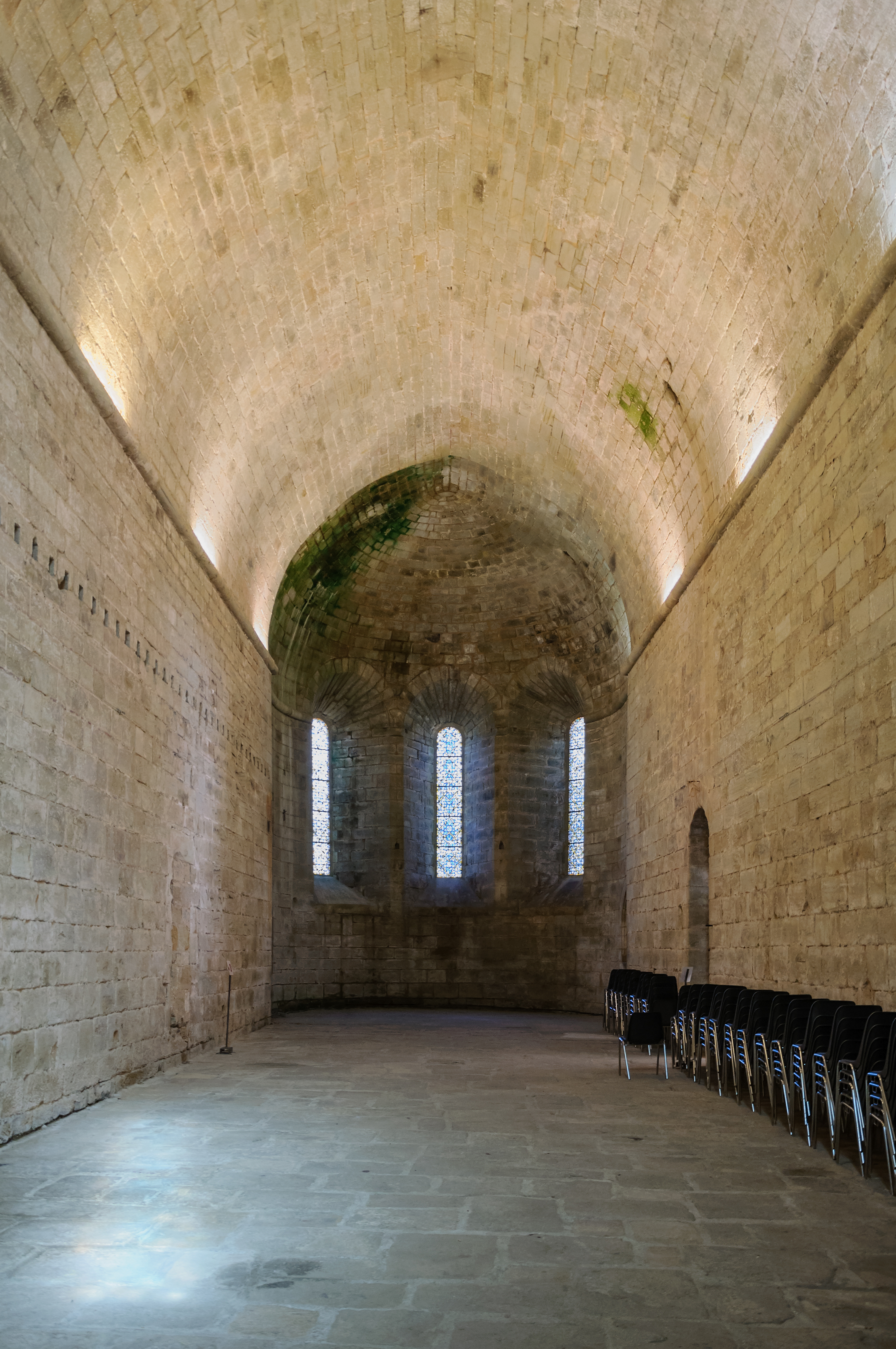
L'église du prieuré Saint-Michel de Grandmont.

Plusieurs objets liturgiques en émail de Limoges sont connus ou conservés à Grandmont et dans ses dépendances.
Des monuments funéraires sont connus grâce au travail de copie des sources manuscrites et de description des lieux de Pardoux de La Garde, sacristain grandmontain mort en 1591. On connaît ainsi les épitaphes des prieurs du XIIe siècle, celle d’Hugues IX de Lusignan, ainsi que la description des gisants émaillés de Gérard III de Cahors (mort en 1209) et de l'archevêque Aimeric Guerry (mort en 1257). À cette liste, le correspondant de François Roger de Gaignières ajoute l'épitaphe de Robert de Serran (mort en 1221), abbé bénédictin de Saint-Pons-de-Tomières et ancien sous-prieur de l'abbaye Saint-Martial de Limoges, ainsi que cette d’Hélie Faucher, chevalier décédé dans la seconde moitié du XIIIe ou au début du XIVe siècle.
Les archives départementales de la Haute-Vienne conservent 12 mètres linéaires d’archives relatives à l’abbaye et plusieurs autres fonds sont dispersés en France. Les textes les plus importants pour l’époque médiévale ont été édités. Le recueil établi par Jean Becquet contient :
- Le Liber Sententiarum (livre des sentences) d’Étienne de Muret, écrit par son disciple Hugues de La Certa
- La Règle, écrite par le 3e prieur de Grandmont Étienne de Liciac
- La Vita d’Étienne de Muret, dite "Vita A"
- L’épitre de Pierre Bernard, 5e prieur
- La Vita d’Hugues de La Certa
- L’épitre de Guillaume de Blavone, frère grandmontain
- L’épitre de Guillaume de Treignac, 6e prieur
- La révélation de Guillaume de Treignac, 6e prieur
- Les épigrammes des prieurs du XIIe siècle
- Le voyage de Guillaume et Imbert, frères grandmontains
- La Vita amplifiée d’Étienne de Muret, par le 7e prieur Gérard Ithier
- La révélation d’Étienne de Muret, par le 7e prieur Gérard Ithier
- Parabole de la sainteté d’Étienne de Muret, par le 7e prieur Gérard Ithier
- Conclusion sur la Vita d’Étienne de Muret, par le 7e prieur Gérard Ithier
- Traité sur la discipline et la correction des mœurs, par le 7e prieur Gérard Ithier
- Sermon ou traité pour les frères, par le 7e prieur Gérard Ithier
- Explication sur le Livre des sentences de saint Étienne de Muret, par le 7e prieur Gérard Ithier
- Autre explication
- Éloge des prieurs de Grandmont, auteur inconnu du XIIe siècle
- Deux sermons d'Étienne de Muret, auteur inconnu
- Coutumier du XIIe ou du XIIIe siècle
- Index des 2 000 références bibliques identifiées

Le même historien a également édité par ailleurs le nécrologe du XIIe siècle. Deux chroniques du XIVe siècle sont par ailleurs publiées.
Le Livre des sentences, qui rassemble les enseignements du fondateur, la vita d’Étienne de Muret, la règle ainsi que le coutumier ont été traduits. Deux fragments de manuscrits importants du XIIe siècle, le Speculum Grandimontis et le nécrologe primitif, ont été numérisés et sont librement accessibles en ligne.